# Dagens Nyheter Tower
Dagens Nyheter Tower (nazywany także DN-Skrapan, DN-Skyscraper) – 84-metrowy, 27-kondygnacyjny szwedzki biurowiec mieszczący się na wyspie Kungsholmen należącej do okręgu administracyjnego Sztokholmu. Budynek został zaprojektowany przez Paula Hedqvista a jego budowa została ukończona w 1964 r.
Do lat 90. w budynku mieściła się siedziba szwedzkiego dziennika Dagens Nyheter. Obecnie jest siedzibą gazety Expressen.